# Société minière et industrielle Golgohar
 (octobre 2024).
 (octobre 2024).
La mise en forme du texte ne suit pas les recommandations de Wikipédia : il faut le « wikifier ».
Les points d'amélioration suivants sont les cas les plus fréquents. Le détail des points à revoir est peut-être précisé sur la page de discussion.
- Les titres sont pré-formatés par le logiciel. Ils ne sont ni en capitales, ni en gras.
- Le texte ne doit pas être écrit en capitales (les noms de famille non plus), ni en gras, ni en italique, ni en « petit »…
- Le gras n'est utilisé que pour surligner le titre de l'article dans l'introduction, une seule fois.
- L'italique est rarement utilisé : mots en langue étrangère, titres d'œuvres, noms de bateaux, etc.
- Les citations ne sont pas en italique mais en corps de texte normal. Elles sont entourées par des guillemets français : « et ».
- Les listes à puces sont à éviter, des paragraphes rédigés étant largement préférés. Les tableaux sont à réserver à la présentation de données structurées (résultats, etc.).
- Les appels de note de bas de page (petits chiffres en exposant, introduits par l'outil «  Source ») sont à placer entre la fin de phrase et le point final[comme ça].
- Les liens internes (vers d'autres articles de Wikipédia) sont à choisir avec parcimonie. Créez des liens vers des articles approfondissant le sujet. Les termes génériques sans rapport avec le sujet sont à éviter, ainsi que les répétitions de liens vers un même terme.
- Les liens externes sont à placer uniquement dans une section « Liens externes », à la fin de l'article. Ces liens sont à choisir avec parcimonie suivant les règles définies. Si un lien sert de source à l'article, son insertion dans le texte est à faire par les notes de bas de page.
- La présentation des références doit suivre les conventions bibliographiques. Il est recommandé d'utiliser les modèles {{Ouvrage}}, {{Chapitre}}, {{Article}}, {{Lien web}} et/ou {{Bibliographie}}. Le mode d'édition visuel peut mettre en forme automatiquement les références.
- Insérer une infobox (cadre d'informations à droite) n'est pas obligatoire pour parachever la mise en page.

Pour une aide détaillée, merci de consulter Aide:Wikification.
Si vous pensez que ces points ont été résolus, vous pouvez retirer ce bandeau et améliorer la mise en forme d'un autre article.
 (octobre 2024).
La Société minière et industrielle Golgohar (en persan : شرکت معدنی و صنعتی گل‌گهر, Sherkat-e San'ati va Ma'dani-ye Golgohar) est une entreprise minière iranienne située à Sirdjan, dans la province de Kerman, fondée en 1991,,,,,,,,,,,,,,.

## Histoire
La Société minière et industrielle Golgohar a été enregistrée en 1991 sous le numéro 409 au bureau d'enregistrement de Sirjan avec un capital initial de 100 milliards de rials iraniens. En 1993, l'entreprise a obtenu sa licence d'exploitation. Les activités minières dans la zone n° 1 de la mine Gol Gohar ont commencé en 1994. En 2003, l'assemblée générale ordinaire a décidé de transformer l'entreprise d'une société par actions privée en une société par actions publique. L'année suivante, en 2004, les actions de l'entreprise ont été cotées à la bourse de Téhéran sous le code « GOLG1 »,.

## Produits
Les activités de l'entreprise comprennent deux phases. La première phase consiste en l'extraction de minerai de fer de la mine Gol Gohar. La deuxième phase consiste en la transformation des minerais de fer primaires dans ses différentes usines en produits secondaires tels que des pellets, du fer réduit direct (sponge iron), du concentré de minerai de fer et des produits semi-finis pour la fonderie,,.

## Sanctions
En 2020, le ministère des Finances des États-Unis a imposé des sanctions à l'encontre de la Société minière et industrielle Golgohar pour cibler l'industrie métallurgique iranienne,,,.